# Roberto Balestri
Roberto Balestri (Pisa, 25 marzo 1935) è un allenatore di calcio ed ex calciatore italiano, di ruolo mediano.
Come allenatore del Foggia ha ottenuto una promozione in Serie A nel 1976, centrando poi la salvezza nella stagione successiva.

## Carriera

### Calciatore
Come calciatore, ha iniziato con la maglia della Torres, in Promozione, nel 1951-52, con cui ha giocato quattro stagioni. Nel 1955-56 passa alla FEDIT Roma ed esordisce in terza serie. Con la squadra romana disputa tre stagioni.
Nel 1958-59 viene acquistato dal Pisa, per altre quattro stagioni in C. Dal 1962-63 al 1964-65 gioca al Livorno, conquistando una promozione in Serie B. Chiude la carriera con un biennio al Viareggio, con cui chiude dopo una promozione in C nel 1966-67.

### Allenatore
Inizia come allenatore nelle giovanili della Fiorentina, con la società di Marina di Pisa, nel 1967. Nel 1969 prende il patentino di allenatore di terza categoria e, dopo un biennio tra Montecatini Terme e Santa Croce sull'Arno, prende anche quello di seconda. Esordisce quindi in Serie C sulla panchina del Pisa prima e del Viareggio poi. Nel 1974 entra nello staff del Foggia, con cui prima è allenatore in seconda e responsabile delle giovanili, poi a metà stagione diventa primo allenatore e conquista la promozione in Serie A.
Nel 1976-77 viene affiancato da Ettore Puricelli e ottiene anche una preziosa salvezza. Non viene però confermato e deve fare il supercorso di Coverciano per allenatori di prima categoria. Nel 1978-79 riparte da Reggio Calabria, ma non riesce più a risalire, rimanendo in Serie C. Passa da Nocera Inferiore, Bolzano, Montecatini Terme, Sassari e Montevarchi, prima di rientrare nello staff del Foggia.
Secondo di Zdeněk Zeman, nel 1986-87 lo sostituisce alla guida della squadra. Nell'1987-88 invece subentra a Pippo Marchioro, gestendo anche la squadra primavera. Dal 1992 al 2001 lavora per la FIGC, come assistente di Luca Giannini per la Nazionale di calcio dell'Italia Under-19 e poi di Marco Tardelli e Claudio Gentile all'Under-21. Collabora anche con Tardelli all'Inter.

## Palmarès

### Giocatore

#### Competizioni nazionali
- Serie C: 1

Livorno: 1963-1964